# 세드리크 체지거
세드리크 체지거(독일어: Cédric Zesiger, 1998년 6월 24일 ~ )는 스위스의 축구 선수이다. 그의 포지션은 중앙 수비수로, 현재 독일 분데스리가의 FC 아우크스부르크에서 활약하고 있다.

## 클럽 경력
2019년 6월 29일, 영 보이스는 4년 계약으로 체지거를 영입했다고 발표했다.
2023년 5월 3일, 영 보이스는 여름 이적 시장이 열리면 체지거를 분데스리가의 VfL 볼프스부르크로 이적시키기로 구단간 합의했다고 발표했다. 볼프스부르크의 발표에 따르면 계약 기간은 4년이다.

## 국가대표팀 경력
2021년 9월 1일, 그는 2-1로 이긴 그리스와의 친선 홈경기에서 풀타임을 소화하며 스위스 성인 대표팀 데뷔전을 치렀다.

## 수상 내역
영 보이스
- 스위스 슈퍼리그: 2019–20, 2020–21, 2022–23
- 스위스컵: 2022–23